# Lasiplexia cuprina
Lasiplexia cuprina là một loài bướm đêm trong họ Noctuidae.